# Рибозмії
Рибозмії (Ichthyophiidae) — родина земноводних із ряду безногих (Gymnophiona).

## Опис
Довжина тіла у різних видів досягає 50 см. В шкірі є численні дрібні, непомітні зовні округлі кісткові лусочки. Рибозмії мають очі, що просвічуються крізь шкіру. Щупальця конічні, оточені кільцеподібним поглибленням і сидять біля губи між ніздрями і очима. На відміну від більшості безногих амфібій, у рибозміїв зберігається дуже короткий хвіст. Унікальною особливістю родини є наявність двох груп щелепних м'язів-аддукторів, що відрізняє рибозміїв від близької південноамериканської родини Rhinatrematidae.

## Поширення
Поширені в Азії від Індії до південного Китаю, Таїланду і Малайзії, на Малайському архіпелазі

## Спосіб життя
Дорослі особини рибозміїв мешкають по берегах річок, в землі на глибині до півметра, при попаданні у воду швидко гинуть.

## Харчування
Живляться сліпозмійками, щитохвостими зміями і дощовими черв'яками

## Розмноження
Самиці рибозміїв відкладають яйця в спеціально зроблені нори у самої води. Щоб оберегти яйця від ушкоджень і висихання, самиця згортається навколо кладки і рясно змащує яйця виділеннями шкіри.[2]
У личинок ще усередині яєць розвиваються три пари пір'ястих зовнішніх зябер і органи бічної лінії. Ці органи, а також маленькі бруньки задніх кінцівок зникають до моменту вилуплення личинок. Після вилуплення, личинки рыбозміїв довгий час ростуть і розвиваються у воді.[

## Класифікація
Родина об'єднує 2 роди і 42 види.
Родина Ichthyophiidae
- Рід Caudacaecilia(інші мови)
  - Caudacaecilia asplenia
  - Caudacaecilia larutensis
  - Caudacaecilia nigroflava
  - Caudacaecilia paucidentula
  - Caudacaecilia weberi
- Рід Рибозмій (Ichthyophis)
  - Ichthyophis acuminatus
  - Ichthyophis alfredii
  - Ichthyophis atricollaris
  - Ichthyophis bannanicus
  - Ichthyophis beddomei
  - Ichthyophis bernisi
  - Ichthyophis biangularis
  - Ichthyophis billitonensis
  - Ichthyophis daribokensis
  - Ichthyophis bombayensis
  - Ichthyophis davidi
  - Ichthyophis dulitensis
  - Ichthyophis elongatus
  - Ichthyophis garoensis
  - Ichthyophis glandulosus
  - Ichthyophis glutinosus
  - Ichthyophis humphreyi
  - Ichthyophis husaini
  - Ichthyophis hypocyaneus
  - Ichthyophis javanicus
  - Ichthyophis khumhzi
  - Ichthyophis kodaguensis
  - Ichthyophis kohtaoensis
  - Ichthyophis laosensis
  - Ichthyophis longicephalus
  - Ichthyophis malabarensis
  - Ichthyophis mindanaoensis
  - Ichthyophis monochrous
  - Ichthyophis moustakius
  - Ichthyophis orthoplicatus
  - Ichthyophis paucisulcus
  - Ichthyophis peninsularis
  - Ichthyophis pseudangularis
  - Ichthyophis sendenyu
  - Ichthyophis sikkimensis
  - Ichthyophis singaporensis
  - Ichthyophis subterrestris
  - Ichthyophis sumatranus
  - Ichthyophis supachaii
  - Ichthyophis tricolor
  - Ichthyophis youngorum
- Рід Uraeotyphlus
  - Uraeotyphlus gansi
  - Uraeotyphlus interruptus
  - Uraeotyphlus malabaricus
  - Uraeotyphlus menoni
  - Uraeotyphlus narayani
  - Uraeotyphlus oommeni
  - Uraeotyphlus oxyurus